# R-29R
R-29R (Kod NATO: SS-N-18 Stingray) – radziecki dwustopniowy pocisk balistyczny dalekiego zasięgu SLBM, na paliwo ciekłe. R-29R mógł przenosić pojedynczą głowicę na odległość 4320 Mm (8000 km), albo 3 bądź 7 głowic MIRV na odległość 3500 Mm (6500 km). Pociski te przenoszone były przez okręty podwodne o napędzie nuklearnym projektu 667BDR (Delta III).